# Jan Snijders (judoka)
Jan Snijders (Eindhoven, 14 september 1943) is een Nederlandse judoka. Samen met zijn tweelingbroer Peter Snijders en de judoka's Anton Geesink, Hein Essink, Tonni Wagenaar, Coos Bontje, Jan van Ierland, Martin Poglajen, Joop Gouweleeuw, Wim Ruska, Ernst Eugster, Henk Numan, Peter Adelaar, Willy Wilhelm, Ben Spijkers en Theo Meyer behoort Jan Snijders tot een generatie die hun successen behaalden in de zestiger en zeventiger jaren.

## Judocarrière
Snijders startte met judoles in 1954. In 1961 behaalde hij goud in Milaan op de EK voor junioren (Hans van Essen, 12 november 2002).
In 1962 werd hij Europees kampioen in Essen en in 1964 nam hij deel aan de Olympische Spelen in Tokio, waar Anton Geesink als eerste Europeaan het goud veroverde in de zwaarste gewichtsklasse.
In de jaren 1962 tot en met 1972 maakte hij deel uit van de nationale selectie, werd acht keer Nederlands kampioen, veroverde driemaal zilver en tweemaal brons op de Europese kampioenschappen en werd één keer vierde en twee keer vijfde op de wereldkampioenschappen. Snijders was evenals zijn tweelingbroer Peter bekend om zijn technische perfectie.
In 1967 behaalde Snijders zijn diploma judoleraar en startte een judoschool. Hij geeft judoles in Oirschot, Bladel, Deurne en Gemert.

## Judoscheidsrechters-carrière
Vanaf 1972 trad Snijders op als scheidsrechter. Eerst nationaal, vanaf 1976 continentaal (E.J.U.) en vanaf 1984 internationaal (I.J.F.). Hij was onder meer scheidsrechter op zeven Wereldkampioenschappen en meerdere Olympische Spelen (o.a. Seoel in 1988 en Barcelona in 1992). Daarnaast was hij lid van de District Graden Commissie en zeven jaar voorzitter van de District Scheidsrechterscommissie.
Sinds 1992 is Snijders lid van de E.J.U. Scheidsrechters commissie. Vanaf dat jaar is hij actief betrokken bij alle Europese en wereldkampioenschappen. Op het 56e congres van de Europese Judo Federatie op 3 december 2004 in Boedapest (Hongarije) is Snijders benoemd door het bestuur van de EJU tot hoofd scheidsrechters. In die hoedanigheid geeft hij onder meer leiding aan alle E.J.U. scheidsrechters seminars (bijvoorbeeld in Zweden, Portugal, Cyprus, Duitsland, Frankrijk, Rusland, Hongarije etc. etc.). Snijders is betrokken bij de opleiding van E.J.U.-scheidsrechters, bij de judoregelgeving en evaluatie van judotechnieken.
In 1990 behaalde Snijders zijn zevende dan, in 2003 zijn achtste, en op 12 januari 2020 kreeg hij tijdens het Matsuru Dutch Open Espoirtoernooi in Eindhoven zijn negende dan uitgereikt door Chris de Korte.
In september 2003 reikte de Internationale Judo Federatie IJF in het Japanse Osaka de zilveren speld voor zijn verdiensten voor de judosport uit aan Snijders. Hij is de eerste Nederlander die deze zilveren speld kreeg.

## Judo-sportsofficial
Anton Geesink, IOC-vertegenwoordiger in Nederland schrijft over Snijders het volgende (Uit: NOC*NSF MASTERPLAN DOORSTROOM; maart 2003):
"Een prachtvoorbeeld van een bottom up sportloopbaan van atleet naar sportbestuurder is ook de pas in het EJU hoofdbestuur gekozen Jan Snijders, hoofd van de scheidsrechterscommissie van Europa, een eer die nog nooit een Nederlander te beurt is gevallen. Eerst een fantastische wedstrijdjudoka, toen trainer, waardoor hij de noodzakelijke betrokkenheid toonde. Daarna scheidsrechter in Nederland, toen Europees daarna mondiaal en nu hoofdbestuurder in de EJU. Dat is de ideale weg die een sportbestuurder moet afleggen om de belangen van de bonden en atleten op het hoogste niveau te vertegenwoordigen."